# Acid pristanic
Acidul pristanic (sau acidul 2,6,10,14-tetrametil pentadecanoic) este un acid terpenoidic derivat de pristan, fiind regăsit în organismul uman. Se obține prin procesul de alfa-oxidare în peroxizom al acidului fitanic, prin eliminarea unui atom de carbon.